# Maison Huffel
La maison Huffel, ou maison de notable Voltz, est un monument historique situé à Kaysersberg, dans le département français du Haut-Rhin.

## Localisation
Ce bâtiment est situé au 54-56, rue du Général-de-Gaulle à Kaysersberg.

## Historique
La maison du notable Voltz date de 1618 et a été édifiée par Matthias Huffel, un notable de la ville et sa femme Élisabeth Bircklerin. 
L'édifice fait l'objet d'une inscription au titre des monuments historiques depuis 1994.

## Architecture
En passant le portail depuis la rue, la cour intérieure mène au fond à un puits datant de 1618 encastré dans la façade de la maison. De style Renaissance, il comporte une célèbre inscription allemande faisant l'éloge du vieux vin : « Si tu te gorges d'eau à table, cela te glacera l’estomac ; je te conseille de boire du bon vin vieux et laisse-moi ton eau ». 
La grande maison de style Renaissance abrite les peintures murales en trompe-l'œil dans la grande salle au deuxième étage ainsi qu’un pressoir monumental au rez-de-chaussée.